# Luční hora
Luční hora (polsky Łączna Góra, německy Hochwiesenberg) je kupovitá hora nacházející se v Krkonoších, zhruba 5,5 km severozápadně od obce Pec pod Sněžkou a 4 km východně od Špindlerova Mlýna, k němuž katastrálně přináleží. Je to druhá nejvyšší hora Česka a nejvyšší vrchol Českého hřbetu. Vzhledem k tomu, že vrchol Sněžky leží v Polsku, je Luční hora nejvyšším vrcholem ležícím uvnitř hranic Česka. Se svou výškou 1555,55 m je o 55 cm vyšší než nedaleká Studniční hora.
Vrchol hory je holý, plochý a poměrně rozlehlý. Na sever a na jihozápad spadají z hory lavinové svahy. Hora se nachází v klidové zóně národního parku a jelikož na vrchol nevedou žádné značené cesty, tak je na něj vstup zakázán.
Geologicky je hora tvořena svorovým sukem, tvarovaným do kupy, jenž je protkán vložkami křemence. V Česku se jedná o jedinečnou ukázku brázděných a polygonálních půd. Nacházejí se zde také kryoplanační terasy a kamenná moře.

## Historie určení výšky
V minulosti se název Luční hory vztahoval k trigonometrickému bodu umístěnému severozápadně od vrcholu ve výšce 1547 m. Za druhou nejvyšší horu Česka se tak považovala Studniční hora. Až na konci 20. století se začala udávat skutečná výška Luční hory, která je postupně zpřesňována. Například poslední vydání základní mapy ČR měřítka 1 : 10 000 z roku 2017 uvádí nadmořskou výšku 1555,2 m.

## Prameniště
Luční hora je spolu s vedlejší Studniční horou významným prameništěm. Na jihovýchodním svahu v lokalitě Sedmiroklí pramení Modrý potok stékající do Úpy. Ze sedla mezi Zadní Planinou a Luční horou teče Svatopetrský potok do Labe. Do tohoto potoka přitékají další menší toky. V jižní lavinézní Červinkově muldě stéká až téměř z temene Luční hory Pramenný potok. Na jihozápadním svahu pramení Lovčí a Hrázný potok. Na sever pramení množství malých bezejmenných potůčků stékajících do Bílého Labe. Severní svahy Luční hory pokrývá Bílá louka s několika rašeliništi.

## Stavby

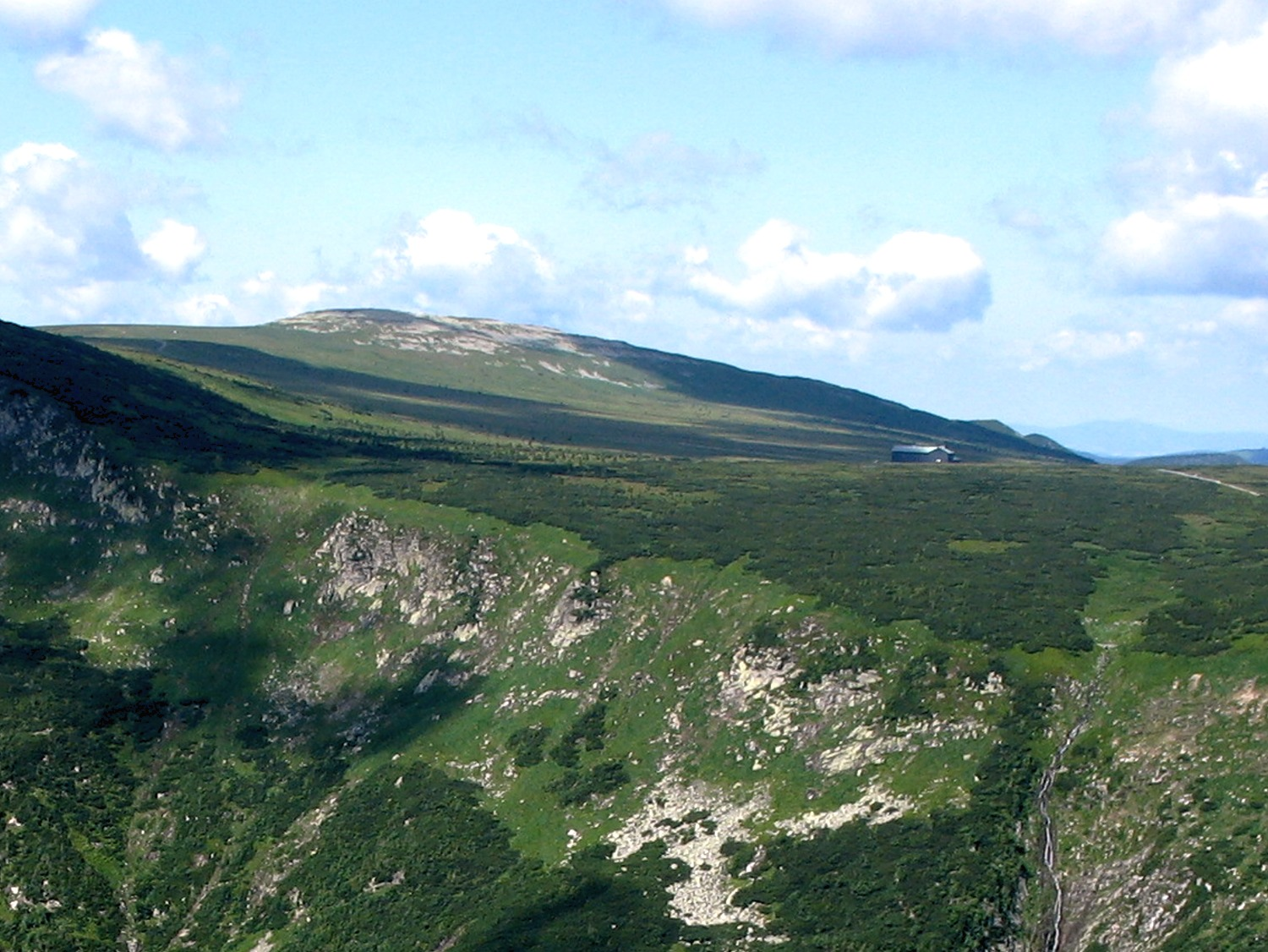
Luční hora ze Sněžky

Na cestě vedoucí do Modrého sedla mezi Studniční a Luční horu byla postavena kaple na památku Václava Rennera, který zde tragicky zahynul v roce 1798. V současnosti je jako Památník obětem hor věnována všem obětem Krkonoš a jsou v ní uvedena jejich jména. V polovině vzdálenosti mezi Památníkem a Luční boudou se nachází Rennerův kříž připomínající smrt Jakuba Rennera v roce 1868.
Na svahu hory bylo v rámci předválečných opevňovacích prací vystavěno několik bunkrů. Ten, který je umístěn nejblíže k vrcholu hory, je díky své nadmořské výšce 1527 m vůbec nejvýše položeným objektem opevnění v Česku. Mezi lety 1937 a 1938 zde stála vojenská nákladní lanová dráha z Pece pod Sněžkou, která výstavbu opevnění zásobovala materiálem.
Severovýchodně od vrcholu, na okraji Bílé louky stojí horská chata Luční bouda, v západní části stávala Rennerova bouda.

## Přístup

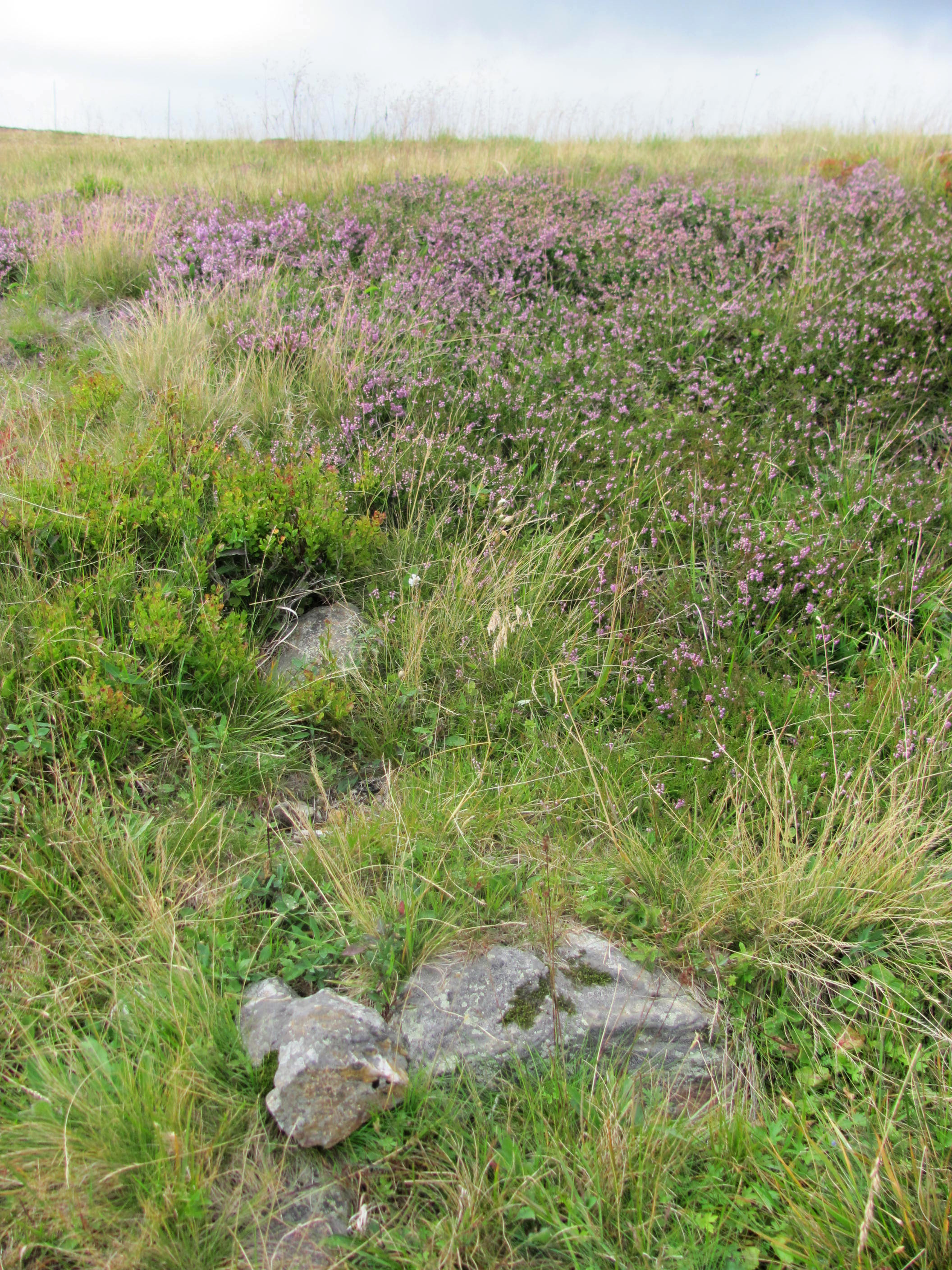
Vřes v Modrém sedle

Jelikož se vrchol nachází v klidové zóně národního parku a nevede přes něj značená turistická cesta, tak je oficiálně nepřístupný. Značená cesta vede po jihovýchodním svahu z Výrovky přes Modré sedlo na Luční boudu. Od této cesty se mírně odchyluje zimní tyčové značení. Na jihovýchodním svahu je také umístěna pamětní deska ruských letců. Na západě a severozápadě hory probíhá Stará Bucharova cesta, po níž vede červená turistická značka spojující Luční boudu a Špindlerův Mlýn. Ta zhruba ve své polovině překračuje vyhlídku Krakonoš (1422 m).